# The Golden Age of Grotesque
The Golden Age of Grotesque is het vijfde studioalbum van Marilyn Manson, uitgebracht in 2003. Het heeft verschillende thema's, zoals de swingende jaren dertig en de Weimarrepubliek.

## Tracklisting
1. Thaeter
2. This Is the New Shit
3. mOBSCENE
4. Doll-Dagga Buzz-Buzz Ziggety-Zag
5. Use Your Fist and Not Your Mouth
6. The Golden Age of Grotesque
7. (s)AINT
8. Ka-boom Ka-boom
9. Slutgarden
10. Spade
11. Para-noir
12. The Bright Young Things
13. Better of Two Evils
14. Vodevil
15. Obsequey (The Death of Art)

Inclusief na nummer 15 in Australië, België, Duitsland, Spanje, Portugal, Brazilië, Mexico, Italië en Zweden:
1. Tainted Love

In Japan:
1. Tainted Love
2. Baboon Rape Party
3. Paranoiac

In Groot-Brittannië:
1. Tainted Love
2. Baboon Rape Party